# Hugo Du Rietz
Karl Hugo Wilhelm Du Rietz, född 27 september 1907 i Stockholm, död 9 februari 1992, var en svensk arkitekt. 
Du Rietz, som var son till fotograf Hugo Du Rietz och Hilma Jönsson, genomgick Byggnadsyrkesskolan i Stockholm 1926 och utexaminerades från Kungliga Tekniska högskolan 1938. Han anställdes vid Byggnadsstyrelsen 1938, blev assistent på länsarkitektkontoret i Gävleborgs län 1942, blev biträdande länsarkitekt där 1946 och var länsarkitekt i Blekinge län från 1964.